# Wilfried Cretskens
Wilfried Cretskens (Herk-de-Stad, 10 luglio 1976) è un ex ciclista su strada belga, professionista dal 1997 al 2011 e vincitore del Tour of Qatar 2007.

## Palmarès

### Strada
- 1993 (Juniores)

Giro delle Fiandre Juniores
- 1997 (Vlaanderen 2002-Eddy Merckx, tre vittorie)

Classifica generale Ronde van Limburg Under-23
4ª tappa Volta Ciclista Internacional a Lleida (Les > Tremp)
6ª tappa Volta Ciclista Internacional a Lleida (Almenar > Lleida)
- 1999 (Vlaanderen 2002-Eddy Merckx, due vittorie)

Flèche Namuroise
6ª tappa Circuit de Lorraine (Jœuf > Metz)
- 2003 (Quick Step-Davitamon, una vittoria)

Grote Prijs Briek Schotte
- 2004 (Quick Step-Davitamon, una vittoria)

Grote Prijs Briek Schotte
- 2007 (Quick Step-Innergetic, una vittoria)

Classifica generale Tour of Qatar

#### Altri successi
- 2007 (Quick Step-Innergetic)

1ª tappa Tour of Qatar (Doha, cronosquadre)
- 2008 (Quick Step)

1ª tappa Tour of Qatar (Doha, cronosquadre)

## Piazzamenti

### Grandi Giri
- Tour de France

2005: ritirato (15ª tappa)
2006: ritirato (11ª tappa)
- Vuelta a España

2001: 116º

### Classiche monumento
- Milano-Sanremo

2002: 78º
2006: ritirato
2008: ritirato
2009: 151º
2010: ritirato
- Giro delle Fiandre

2000: 77º
2002: 71º
2003: 84º
2004: 74º
2005: 38º
2006: 31º
2008: 100º
2009: ritirato
- Parigi-Roubaix

2001: 48º
2002: 21º
2003: 31º
2004: 30º
2005: ritirato
2006: 52º
2008: 70º
- Liegi-Bastogne-Liegi

2001: ritirato
- Giro di Lombardia

2009: ritirato

### Competizioni mondiali
- Campionati del mondo

Madrid 2005 - In linea Elite: ritirato